# Slag bij de Yalu-rivier

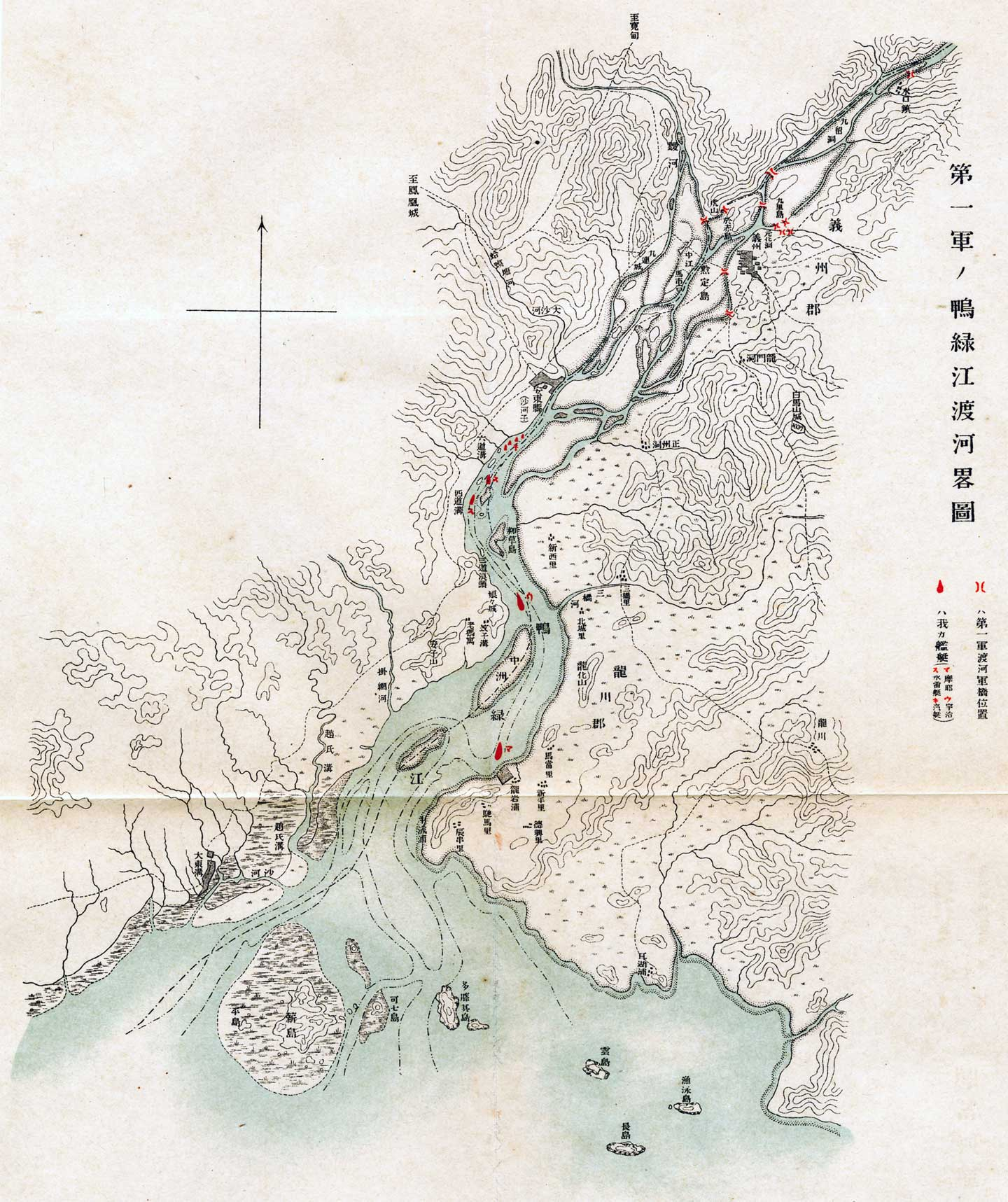
Kaart van de oversteek van de Yalu.

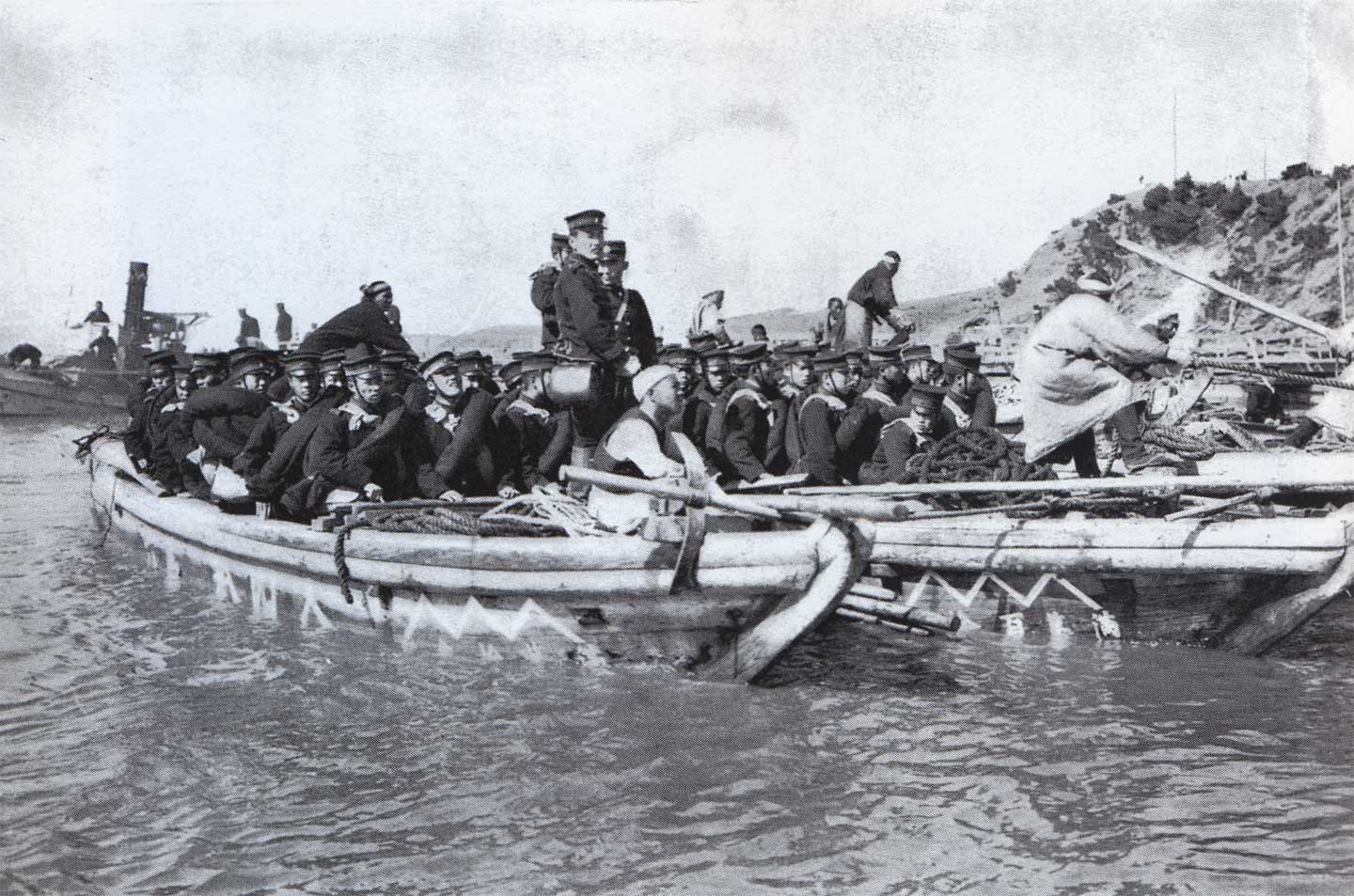
Japanners landen te Namp'o.

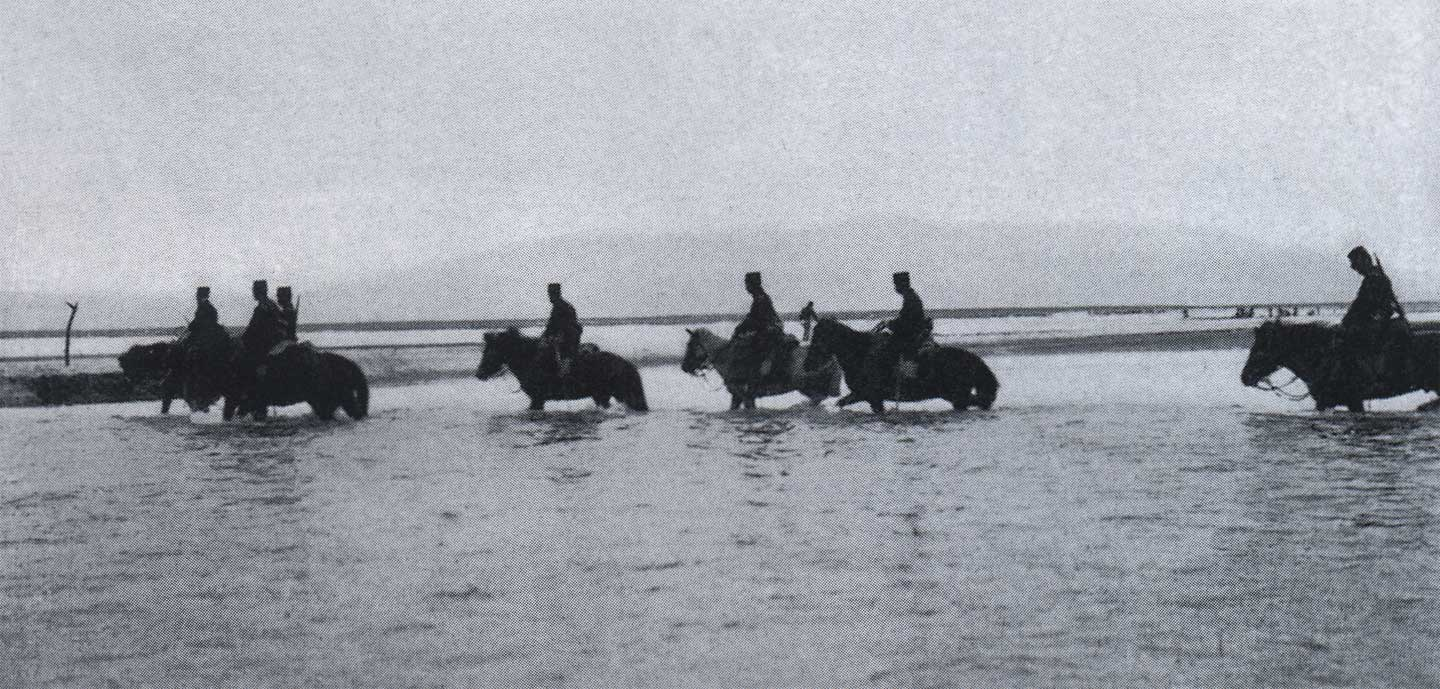
Japanse cavalerie steekt de Yalu over

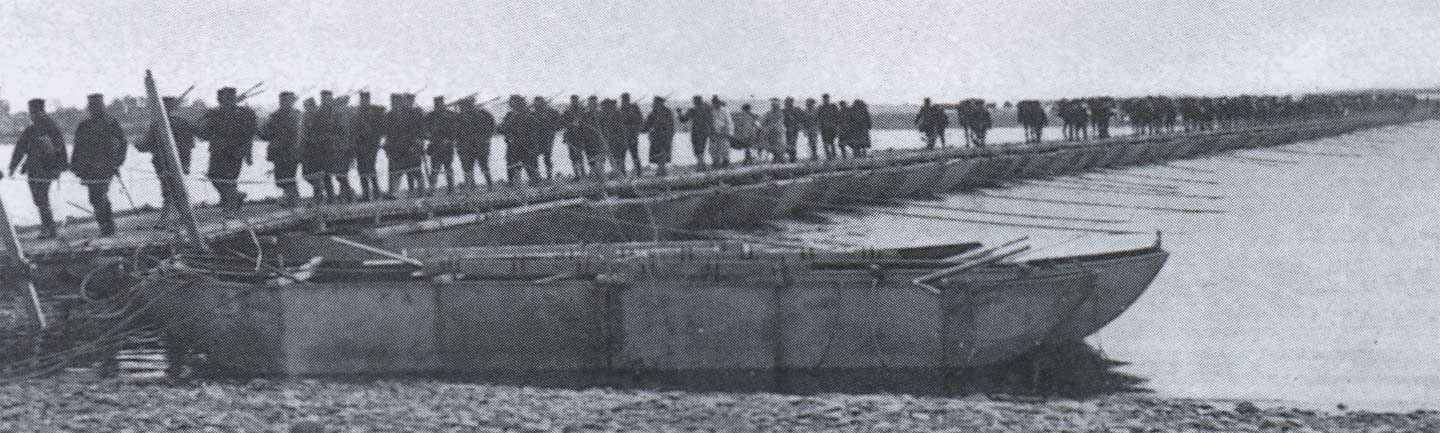
Japanners steken de Yalu over.

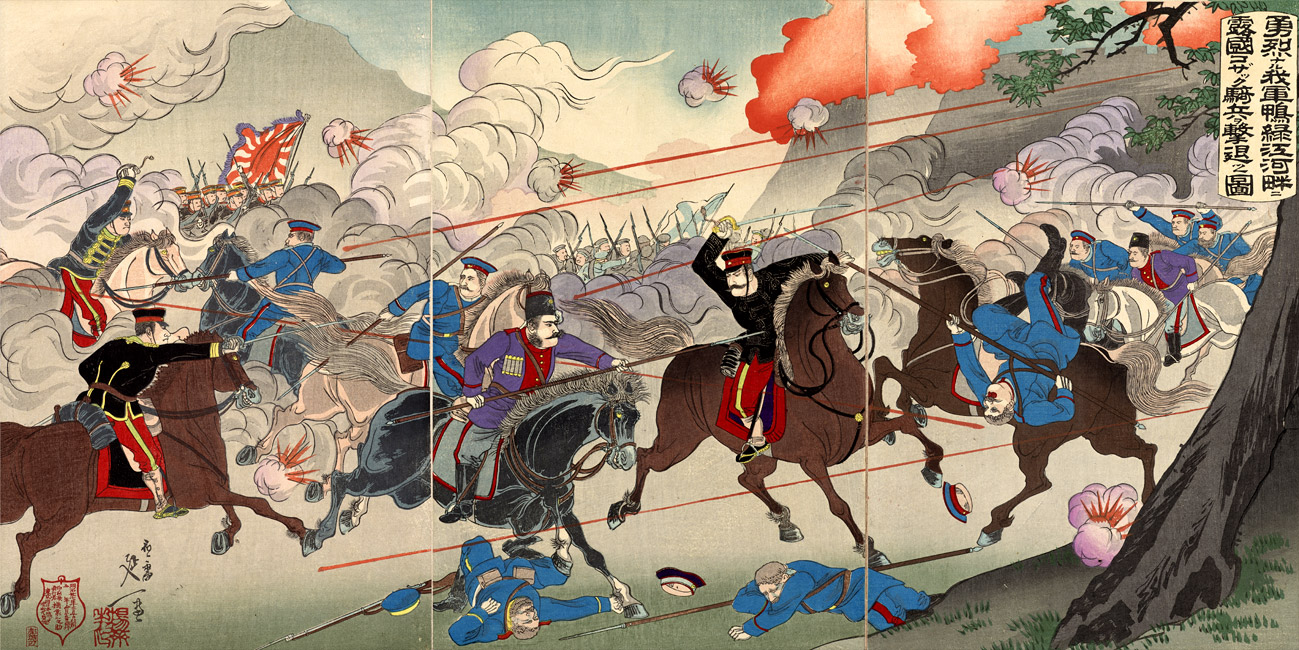
De Japanners drijven de kozakken terug.

De Slag bij de Yalu-rivier (Russisch: Бой на реке Ялу, Boĭ na reke Yalu, Japans: 鴨緑江会戦, Ōryokkō Kaisen) was een veldslag van 30 april tot 1 mei 1904 nabij Wiju (het huidige Uiju in Noord-Korea) aan de monding van de Yalu op de grens tussen Korea en China.
Het was de eerste belangrijke veldslag in de Russisch-Japanse Oorlog.

## Russische opstelling
De Russische opperbevelhebber, generaal Aleksej Koeropatkin, volgde een verdedigende strategie en wilde wachten op versterking aangevoerd langs de Trans-Siberische Spoorlijn. Hij rekende op zes maanden om zijn leger op te bouwen. Onderkoning Yevgeni Ivanovich Alekseyev had hem bevolen om de Japanse opmars in Korea niet te stuiten, maar wel een verdediging langs de Yalu te houden om de Japanners uit Mantsjoerije te houden.
Op 22 april 1904 stuurde Koeropatkin het Oosters Detachement onder luitenant-generaal Michail Zasulitsj met 16.000 infanterie, 5.000 cavalerie en 62 artillerie om een vertragende actie uit te voeren op de noordelijke oever. Die eenheid moest zich over een 250 km breed front verspreiden, terwijl de Japanners zich konden concentreren op één punt ervan om door te breken.  De meeste Russen lagen nabij Wiju om de hoofdweg van Korea naar Mantsjoerije te versperren. Er lagen maar kleine detachementen om de oevers te bewaken.

## Japanse opstelling
Na de Japanse overwinning in de Slag bij Chemulpo op 9 februari 1904 lag de weg naar Korea open voor het 1e Japanse Leger van 42.500 man onder generaal-majoor Kuroki Tamemoto. Dit leger rukte vanaf Chemulpo (nu Incheon) op en bereikte Pyongyang op 21 februari 1904 en Anju op 18 maart 1904. De Japanners hadden lessen getrokken uit de Eerste Chinees-Japanse Oorlog en betaalden 10.000 plaatselijke arbeiders boven de normale vergoeding en ze betaalden ook voor voedsel en voorraad.
De Japanners namen bij de dooi in de lente de haven van Chinampo in (nu Namp'o, Noord-Korea) bij de monding van de rivier  Taedong buiten Pyongyang en konden de rest van het 1e Leger op 29 maart 1904 aan land zetten.
Tegen 21 april 1904 lag het Japanse 1e Leger geconcentreerd en verborgen ten zuiden van Wiju. De Japanners lagen in dezelfde stellingen op de zuidelijke oever van de Yalu-rivier die ze in augustus 1894 bezetten. De Japanners wisten de exacte posities van de Russen door verkenners vermomd als Koreaanse vissers. Tegen 23 april wisten de Japanners de ligging van de Russische loopgraven en verdedigende stellingen rond Dandong, de troepensterkte op duizend man na en het aantal kanonnen op twee na.

## Oversteek van de Yalu
Om 21u45 op 25 april 1904 namen twee bataljons van de 2e divisie twee eilanden in de Yalu-rivier in zonder weerstand. Versterkingen kwamen om 04u00 op 26 april en na een kort vuurgevecht trokken de Russische voorposten zich terug naar de Russische stellingen op de noordelijke oever.
Japanse genietroepen maakten tien bruggen van 1490 m klaar om de rivier over te steken. Een derde daarvan waren geprefabriceerde stalen pontons en de andere werden ter plaatse vervaardigd. De Russische artillerie nam de eerste brug onder vuur, maar tezelfdertijd werden de negen andere bruggen gelegd.
Nadat de eilanden waren veroverd, beval generaal Kuroki een schijnaanval van Japanse kanonneerboten tegen de kozakken bij de riviermonding. Generaal Zasulitsj verwachtte daarom de Japanse hoofdaanval bij de stad Dandong.
Kuroki verplaatste zijn leger tegen de zwakke linkerflank en stuurde de 12e divisie en de divisie van de wacht bij een doorwaadbare plaats. Generaal Kasjtalinski bracht verslag uit naar generaal Zasoelitsj.

## De slag
De Japanners staken op 27 april 1904 om 3u00 de rivier over in drie colonnes. Door de mist zagen de Russen daar niets van. Op 29 april 1904 om 5u00 trok de mist op en opende de Japanse artillerie het vuur op de Russische stellingen.
De 2e divisie viel het centrum aan bij Wiju en nam de Russen in de tang bij Chuliengcheng. Tegen 10u00 trokken de Russen terug naar het noorden richting Fengcheng.
De Japanners gebruikten hun 4,7 duim houwitsers van Krupp. Generaal Zasoelitsj stond onder druk om zich terug te trekken, maar hij stuurde een telegram naar tsaar Nicolaas II van Rusland te Sint-Petersburg dat de zege nabij was.
Kuroki vorderde en Zasoelitsj kreeg bevel om zich terug te trekken.
Om 17u30 op 1 mei 1904 vluchtten de overblijfselen van de Russen die zich niet hadden overgegeven naar Fengcheng.

## Resultaat
De Japanners hadden de slag gewonnen. De Japanners telden 1036 doden en gewonden. De Russen telden 500 doden, 1000 gewonden, 600 krijgsgevangenen en 21 tot 24 verloren kanonnen.